# Красная книга Республики Саха (Якутии)
Красная книга Республики Саха (Якутия) — официальный документ, содержащий свод сведений о состоянии, распространении и мерах охраны редких и находящихся под угрозой исчезновения видов (подвидов, популяций) диких животных, дикорастущих растений и грибов, обитающих (произрастающих) на территории Республики Саха (Якутия).

## Издания
Красная книга Якутии учреждена в 1984 году. Первое издание выпущено в двух томах в 1987 году.
Первый том второго издания вышел в 2000 году, в нём представлен список редких и находящихся под угрозой исчезновения растений и грибов, который включает 367 видов, в том числе 337 — высших сосудистых растений, 13 — моховидных, 7 — лишайников и 10 — грибов.
Второй том второго издания вышел в 2003 году, в нём представлен список редких и находящихся под угрозой исчезновения животных, который включает 112 видов, в том числе 16 — насекомых, 6 — рыб, 3 — земноводных, 2 — пресмыкающихся, 68 — птиц и 17 — млекопитающих.
В 2017 году вышло в свет третье издание первого тома (растения и грибы).

## Категории статуса редкости
Категории статуса редкости животных определяются по следующей шкале:
- 0 — вероятно исчезнувшие, обитавшие ранее на территории Якутии, но нахождение которых в природе не подтверждено для беспозвоночных — в последние 30 лет, для позвоночных животных — в последние 50 лет;
- I — находящиеся под угрозой исчезновения, численность которых уменьшилась до критического уровня вследствие чего в ближайшее время они могут исчезнуть;
- II — уязвимые, которым, по-видимому, в ближайшем будущем грозит перемещение в категорию «находящиеся под угрозой исчезновения», если факторы, вызывающие сокращение их численности, будут продолжать действовать;
- III — редкие. Имеют малую численность и распространены на ограниченной территории (акватории) или спорадически распространены на значительных территориях (акваториях);
- IV — неопределённые по статусу. Вероятно, относятся к одной из предыдущих категорий, но достаточных сведений об их состоянии в природе в настоящее время нет либо они не в полной мере изучены.

Категории статуса редкости растений и грибов определяются по следующей шкале:
- 0 — вероятно исчезнувшие. Таксоны, известные ранее с территории Якутии, нахождение которых в природе не подтверждено за последние 50 лет, но возможность их сохранения нельзя исключить;
- 1 — находящиеся под угрозой исчезновения. Таксоны, численность особей которых уменьшилась до такого уровня или число их местонахождений настолько сократилось, что в ближайшее время они могут исчезнуть;
- 2 — сокращающиеся в численности. Таксоны с неуклонно сокращающейся численностью, которые при дальнейшем воздействии факторов, снижающих численность, могут в короткие сроки попасть в категорию «находящиеся под угрозой исчезновения»:
  - 2а — таксоны, численность которых сокращается в результате изменения условий существования или разрушения местообитания;
  - 2б — таксоны, численность которых сокращается в результате чрезмерного использования их человеком и может быть стабилизирована специальными мерами охраны (ресурсные растения);
- 3 — редкие. Таксоны с естественной малой численностью, встречающиеся на ограниченной территории и спорадически распространённые на значительных территориях, для выживания которых необходимо принятие действенных мер охраны:
  - 3а — эндемики Якутии;
  - 3б — эндемы северо-востока и Дальнего Востока России;
  - 3в — редкие по всему ареалу;
  - 3г — редкие только в Якутии;
- 4 — неопределённые по статусу. Таксоны, которые, вероятно, относятся к одной из предыдущих категорий, но достаточных сведений об их состоянии в природе в настоящее время нет, либо они не в полной мере соответствуют критериям других категорий, но нуждаются в специальных мерах охраны.

## Списки видов

### Растения и грибы
На 2017 год в Красную книгу (третье издание) внесены 337 видов растений и грибов (в скобках указана категория редкости).
- Sagittaria sagittifolia — Стрелолист стрелолистный (3)
- Allium maximowiczii — Лук Максимовича (3)
- Allium prostratum — Лук стелющийся (2)
- Allium ramosum — Лук ветвистый (2)
- Angelica dahurica — Дудник даурский (3)
- Angelica saxatilis — Дудник скальный (3)
- Cenolophium denudatum — Пустореберник обнажённый (3)
- Phlojodicarpus sibiricus — Вздутоплодник сибирский (2)
- Phlojodicarpus villosus — Вздутоплодник мохнатый (2)
- Antennaria monocephala — Кошачья лапка одноголовая (3)
- Artemisia glomerata — Полынь скученная (3)
- Artemisia karavaevii — Полынь Караваева (3)
- Artemisia laciniatiformis — Полынь рассеченноподобная (3)
- Artemisia martjanovii — Полынь Мартьянова (3)
- Artemisia remotiloba — Полынь отставленнолопастная (3)
- Erigeron muirii — Мелколепестник Мюири (Комарова) (3)
- Leontopodium antennarioides — Эдельвейс кошачьелапковидный (3)
- Leontopodium charkeviczii — Эдельвейс Харкевича (3)
- Leontopodium villosulum — Эдельвейс мохнатенький (1)
- Ligularia sibirica — Бузульник сибирский (3)
- Petasites radiatus — Белокопытник лучистый (3)
- Petasites rubellus — Белокопытник красноватый (3)
- Saussurea baicalensis — Соссюрея байкальская (3)
- Saussurea hypargyrea — Соссюрея серебристо-белая (3)
- Saussurea oxyodonta — Соссюрея острозубчатая (3)
- Saussurea poljakowii — Соссюрея Полякова (3)
- Saussurea pseudoangustifolia — Соссюрея ложноузколистная (3)
- Saussurea schanginiana — Соссюрея Шангина (3)
- Saussurea soczavae — Соссюрея Сочавы (3)
- Taraxacum pseudonivale — Одуванчик ложноснежный (3)
- Taraxacum semitubulosum — Одуванчик полутрубчатый (3)
- Tephroseris jacutica — Пепельник якутский (3)
- Tragopogon sibiricus — Козлобородник сибирский (3)
- Betula ermanii — Берёза каменная (2)
- Anoplocaryum helenae — Безшипник Елены (3)
- Eritrichium aldanensis — Незабудочник алданский (3)
- Eritrichium karavaevii — Незабудочник Караваева (3)
- Eritrichium ochotense — Незабудочник охотский (3)
- Mertensia davurica — Мертензия даурская (3)
- Mertensia rivularis — Мертензия приречная (3)
- Myosotis czekanowskii — Незабудка Чекановского (4)
- Pulmonaria mollis — Медуница мягенькая (3)
- Arabis turczaninowii — Резуха Турчанинова (3)
- Ermania parryoides — Эрмания парриевидная (3)
- Redowskia sophiifolia — Редовския двоякоперистая (1)
- Smelowskia alba — Смеловския белая (3)
- Subularia aquatica — Шильник водяной (3)
- Adenophora jacutica — Бубенчик якутский (1)
- Arenaria redowskii — Песчанка Редовского (3)
- Dianthus superbus — Гвоздика пышная (3)
- Dichodon cerastoides — Диходон ясколковый (3)
- Gastrolychnis saxatilis — Дрема скальная (3)
- Minuartia obtusiloba — Минуарция туполопастная (3)
- Stellaria cherleriae — Звездчатка шерлериевидная (3)
- Stellaria jacutica — Звездчатка якутская (3)
- Stellaria monantha — Звездчатка одноцветковая (3)
- Krascheninnikovia ceratoides — Крашенинниковия хохолковая (2)
- Clintonia udensis — Клинтония удская (3)
- Polygonatum humile — Купена низкая (3)
- Polygonatum odoratum — Купена душистая (3)
- Rhodiola quadrifida — Родиола четырёхнадрезанная (3)
- Rhodiola rosea — Родиола розовая (2)
- Carex adelstoma — Осока неясноусая (3)
- Carex buxbaumii — Осока Буксбаума (3)
- Carex kirganica — Осока кирганикская (3)
- Carex kraczetoviczii — Осока Кречетовича (3)
- Carex laxa — Осока рыхлая (3)
- Carex livida — Осока свинцово-зелёная (3)
- Carex pseudocyperus — Осока ложносытевая (3)
- Carex scirpoidea — Осока камышевидная (3)
- Carex supina subsp. spaniocarpa — Осока приземистая (3)
- Carex viridula — Осока зеленоватая (3)
- Kreczetoviczia caespitosa — Кречетовичия дернистая (3)
- Kreczetoviczia uniflora — Кречетовичия одноцветковая (3)
- Rhynchospora alba — Очеретник белый (3)
- Trichophorum alpinum — Пухонос альпийский (3)
- Drosera anglica — Росянка английская (3)
- Chimaphila umbellata — Зимолюбка зонтичная (3)
- Phyllodoce caerulea — Филлодоце голубая (3)
- Rhododendron redowskianum — Рододендрон Редовского (3)
- Astragalus lenensis — Астрагал ленский (3)
- Astragalus kolymensis — Астрагал колымский (3)
- Astragalus pseudoadsurgens — Астрагал ложноприподнимающийся (3)
- Astragalus vallicola — Астрагал долинный (3)
- Astragalus zhiganicus — Астрагал жиганский (3)
- Caragana jubata — Карагана гривастая (2)
- Hedysarum gmelinii — Копеечник Гмелина (3)
- Lupinaster eximum — Клевер отменный, или Люпинник отменный (3)
- Oxytropis czekanowskii — Остролодочник Чекановского (3)
- Oxytropis czerskii — Остролодочник Черского (3)
- Oxytropis scheludjakovae — Остролодочник Шелудяковой (3)
- Oxytropis ochotensis — Остролодочник охотский (3)
- Oxytropis pilosa — Остролодочник волосистый (3)
- Oxytropis subnutans — Остролодочник полупоникающий (3)
- Thermopsis lanceolata — Термопсис ланцетный (2)
- Vicia venosa — Вика жилковая (3)
- Corydalis gorodkovii — Хохлатка Городкова (3)
- Dicentra peregrina — Дицентра иноземная (3)
- Calathiana uniflora — Горечавка одноцветковая, или Калатиана одноцветковая (3)
- Hemerocallis minor — Красоднев жёлтый (малый) (2)
- Hypericum ascyron — Зверобой большой (3)
- Hypericum gebleri — Зверобой Геблера (3)
- Iris ensata — Касатик мечевидный (4)
- Iris laevigata — Касатик сглаженный (2)
- Iris sanguinea — Касатик восточный, или Касатик кроваво-красный (3)
- Dracocephalum jacutense — Змееголовник якутский (1)
- Scutellaria baicalensis — Шлемник байкальский (3)
- Gagea pauciflora — Гусинолук малоцветковый (1)
- Lilium pensylvanicum — Лилия пенсильванская (2)
- Lilium pilosiusculum — Лилия кудреватая (2)
- Lobelia sessilifolia — Лобелия сидячелистная (3)
- Acelidanthus anticleoides — Ацелидантус антиклеевидный (3)
- Nymphoides peltata — Болотноцветник щитолистный (3)
- Monotropa hypopitys — Подъельник обыкновенный (3)
- Caulinia flexilis — Наяда гибкая, или Каулиния гибкая (3)
- Nuphar pumila — Кубышка малая (2)
- Nymphaea tetragona — Кувшинка четырёхгранная (2)
- Circaea alpina — Двулепестник альпийский (3)
- Calypso bulbosa — Калипсо луковичная (3)
- Cypripedium calceolus — Башмачок настоящий (2)
- Cypripedium guttatum — Башмачок пятнистый (2)
- Cypripedium macranthon — Башмачок крупноцветковый (2)
- Cypripedium ×ventricosum — Башмачок вздутоцветковый (2)
- Dactylorhiza cruenta — Пальчатокоренник кровавый (3)
- Dactylorhiza fuchsii — Пальчатокоренник Фукса (3)
- Dactylorhiza hebridensis — Пальчатокоренник Мейера, или Пальчатокоренник гебридский (3)
- Dactylorhiza incarnata — Пальчатокоренник мясо-красный (3)
- Dactylorhiza salina — Пальчатокоренник солончаковый (3)
- Epipactis helleborine — Дремлик зимовниковый (3)
- Epipogium aphyllum — Надбородник безлистный (3)
- Habenaria linearifolia — Поводник линейнолистный (3)
- Herminium monorchis — Бровник одноклубневый (3)
- Listera cordata — Тайник сердцевидный (3)
- Listera pinetorium — Тайник Саватье (3)
- Malaxis monophyllos — Мякотница однолистная (3)
- Neottia camtschatea — Гнездовка камчатская (3)
- Orchis militaris — Ятрышник шлемоносный (3)
- Platanthera oligantha — Любка малоцветковая (3)
- Platanthera tipuloides — Любка комарниковая (3)
- Spiranthes sinensis — Скрученник приятный (3)
- Oxalis acetosella — Кислица обыкновенная (3)
- Paeonia anomala — Пион марьин корень (2)
- Papaver anjuicum — Мак анюйский (3)
- Papaver microcarpum subsp. czekanowskii — Мак Чекановского (3)
- Papaver indigirkense — Мак индигирский (3)
- Papaver jacuticum — Мак якутский (3)
- Papaver leucotrichum — Мак белошерстистый (3)
- Papaver paucistaminum — Мак немноготычинковый (3)
- Papaver setosum — Мак щетинистый (3)
- Parnassia kotzebuei — Белозор Коцебу (3)
- Calamagrostis arctica — Вейник арктический (3)
- Calamagrostis pseudophragmites — Вейник ложнотростниковый (3)
- Cinna latifolia — Цинна широколистная (3)
- Cleistogenes squarrosa — Змеёвка растопыренная (3)
- Elytrigia villosa — Пырей мохнатый (3)
- Festuca karavaevii — Овсяница Караваева (3)
- Festuca komarovii — Овсяница Комарова (3)
- Festuca pseudosulcata — Овсяница ложнобороздчатая (3)
- Festuca skrjabinii — Овсяница Скрябина (3)
- Helictotrichon krylovii — Овсец Крылова (3)
- Hyalopoa lanatiflora — Пленчатомятлик шерстистоцветковый (3)
- Koeleria karavajevii — Тонконог Караваева (3)
- Koeleria sckrjabinii — Тонконог Скрябина (3)
- Melica nutans — Перловник поникающий (3)
- Melica turczaninowiana — Перловник Турчанинова (3)
- Poa abbreviata — Мятлик укороченный (3)
- Poa filiculmis — Мятлик нитестебельный (3)
- Poa trautvetteri — Мятлик Траутфеттера (3)
- Ptilagrostis alpina — Ковылечек альпийский (3)
- Schizachne callosa — Овсовидка мозолистая (3)
- Polygala sibirica — Истод сибирский (3)
- Aconogonon amgense — Таран амгинский (3)
- Rumex jacutensis — Щавель якутский (3)
- Claytonia soczaviana — Клайтония Сочавы, или Клайтония Эшшольца (3)
- Claytonia tuberosa — Клайтония клубневая (3)
- Claytonia udocanica — Клайтония отпрысковая, или Клайтония удоканская (3)
- Montia fontana — Монтия родниковая (3)
- Androsace gmelinii — Проломник Гмелина (3)
- Androsace gorodkovii — Проломник Городкова (3)
- Douglasia ochotensis — Дугласия охотская (3)
- Primula cuneifolia — Первоцвет клинолистный (3)
- Aconitum rubicundum — Борец красноватый (3)
- Aconitum volubile — Борец вьющийся (3)
- Adonis sibirica — Адонис сибирский (2)
- Anemonastrum calvum — Ветреница лысая (3)
- Anemonastrum crinitum — Ветреница длинноволосистая (3)
- Anemone tamarae — Ветреница Тамары (3)
- Aquilegia amurensis — Водосбор амурский (2)
- Aquilegia glandulosa — Водосбор железистый (3)
- Aquilegia sibirica — Водосбор сибирский (2)
- Callianthemum isopyroides — Красивоцветник равноплодниковый (3)
- Clematis fusca — Ломонос бурый (3)
- Delphinium grandiflorum — Живокость крупноцветковая (2)
- Paraquilegia microphylla — Лжеводосбор мелколистный (3)
- Pulsatilla ajanensis — Прострел аянский (3)
- Pulsatilla turczaninovii — Прострел Турчанинова (3)
- Ranunculus grayi — Лютик Грея (3)
- Trollius asiaticus — Купальница азиатская (2)
- Trollius riederianus subsp. uncinatus — Купальница крючковатая (3)
- Trollius uniflorus — Купальница одноцветковая (3)
- Chamaerhodos grandiflora — Хамеродос крупноцветковый (3)
- Dryas integrifolia — Дриада цельнолистная (3)
- Dryas sumneviczii — Дриада Сумневича (3)
- Potentilla anachoretica — Лапчатка анахоретская (3)
- Potentilla biflora — Лапчатка двухцветковая (3)
- Potentilla egedii — Лапчатка Эгеде (3)
- Potentilla evestita — Лапчатка неодетая (3)
- Potentilla fragarioides — Лапчатка земляниковидная (3)
- Potentilla jacutica — Лапчатка якутская (3)
- Potentilla pulchella — Лапчатка красивенькая (3)
- Potentilla sanguisorba — Лапчатка кровохлебковая (3)
- Potentilla tollii — Лапчатка Толля (3)
- Sibbaldianthe adpressa — Сиббальдиецвет прижатый (3)
- Sieversia pusilla — Сиверсия маленькая (3)
- Sorbocotoneaster pozdnjakovii — Рябинокизильник Позднякова (1)
- Spiraea elegans — Таволга изящная (3)
- Spiraea humilis — Таволга низкая (3)
- Salix alexii-skvortsovii — Ива Алексея Скворцова (3)
- Salix cardiophylla — Ива сердцелистная (3)
- Salix coesia — Ива сизоватая, или Ива голубовато-серая (3)
- Salix darpirensis — Ива дарпирская (3)
- Salix phlebophylla — Ива жилколистная (3)
- Salix rectijulis — Ива прямосережчатая (3)
- Salix rotundifolia — Ива круглолистная (3)
- Bergenia crassifolia — Бадан толстолистный (3)
- Chrysosplenium saxatile — Селезеночник каменистый (3)
- Saxifraga anadyrensis — Камнеломка анадырская (3)
- Saxifraga brachypetala — Камнеломка коротколепестковая (3)
- Saxifraga davurica — Камнеломка даурская (3)
- Saxifraga lactea — Камнеломка молочно-белая (3)
- Saxifraga cismagadanica — Камнеломка предмагаданская (3)
- Saxifraga melaleuca — Камнеломка пегая (3)
- Saxifraga nudicaulis — Камнеломка голостебельная (3)
- Saxifraga sieversiana — Камнеломка Сиверса (3)
- Saxifraga staminosa — Камнеломка тычинковая (3)
- Saxifraga tilingiana — Камнеломка Тилинга (3)
- Scheuchzeria palustris — Шейхцерия болотная (3)
- Pedicularis adunca — Мытник крючковатый (3)
- Pedicularis grandiflora — Мытник крупноцветковый (3)
- Pedicularis ochotensis — Мытник охотский (3)
- Pedicularis pennellii — Мытник Пеннеля (3)
- Veronica ciliata — Вероника реснитчатая (3)
- Parietaria debilis — Постенница мелкоцветковая (3)
- Valeriana ajanensis — Валериана аянская (3)
- Viola amurica — Фиалка амурская (3)
- Viola dactyloides — Фиалка пальчатая (3)
- Viola kusnezowiana — Фиалка Кузнецова (3)
- Viola patrinii — Фиалка Патрэна (3)
- Viola uniflora — Фиалка одноцветковая (3)

- Ephedra monosperma — Хвойник односемянный (2)
- Abies sibirica — Пихта сибирская (3)
- Picea ajanensis — Ель аянская (2)

- Isoëtes echinospora — Полушник колючеспоровый (1)

- Asplenium viride — Костенец зелёный (3)
- Athyrium filix-femina — Кочедыжник женский (3)
- Botrychium boreale — Гроздовник северный (3)
- Botrychium lanceolatum — Гроздовник ланцетный (3)
- Botrychium multifidum — Гроздовник многораздельный (3)
- Botrychium virginianum — Гроздовник виргинский (3)
- Cryptogramma raddeana — Криптограмма Радде, или Скрытокучница Радде (3)
- Cryptogramma stelleri — Криптограмма Стеллера, или Скрытокучница Стеллера (3)
- Dryopteris expansa — Щитовник захватывающий (3)
- Pteridium japonicum — Орляк обыкновенный (3)
- Matteuccia struthiopteris — Страусник обыкновенный (3)
- Phegopteris connectilis — Буковник связывающий (3)
- Aleuritopteris argentea — Алевритоптерис серебристый, или Краекучник серебристый (0)

- Myrinia rotundifolia — Мюриния круглолистная (3)
- Tomentypnum falcifolium — Томентипнум серповиднолистный (3)
- Andreaeobryum macrosporum — Андреэеобриум крупноспоровый (3)
- Bryoxiphium norvegicum — Бриоксифиум норвежский (3)
- Conardia compacta — Конардия компактная (3)
- Encalypta brevipes — Энкалипта коротконожковая (3)
- Grimmia mollis — Гриммиа мягкая (3)
- Indusiella thianschanica — Индузиэлла тяньшанская (3)
- Amblyodon dealbatus — Амблиодон беловатый (3)
- Meesia hexasticha — Меезия шестигранная (3)
- Mielichhoferia macrocarpa — Милиххоферия крупноплодная (2)
- Myurella acuminata — Миурелла заострённая (3)
- Isopterygiopsis alpicola — Изоптеригиопсис альпийский (3)
- Lyellia aspera — Лайеллия шероховатая (3)
- Oligotrichum falcatum — Олиготрихум фалькатум (3)
- Barbula jacutica — Барбула якутская (3)
- Didymodon giganteus — Дидимодон гигантский (0)
- Hilpertia velenovskyi — Хилпертия Веленовского (2)
- Pterygoneurum kozlovii — Птеригонеурум Козлова (3)
- Seligeria polaris — Зелигерия полярная (3)
- Tetrodontium brownianum — Тетродонтиум Брауна (3)
- Biantheridion undulifolium — Биантеридион волнистолистный (3)
- Isopaches decolorans — Изопахес обесцвеченный (3)
- Eocalypogeia schusterana — Эокалипогейя Шустера (3)
- Oleolophozia perssonii — Олеолофозия Персона (3)
- Fossombronia alaskana — Фоссомброния аляскинская (3)
- Frullania koponenii — Фруллания Копонена (3)
- Frullania ignatovii — Фруллания Игнатова (3)
- Gymnomitrion commutatum — Гимномитрион изменчивый (3)
- Prasanthus suecicus — Празантус шведский (3)
- Haplomitrium hookeri — Гапломитриум Хукера (3)
- Lejeunea alaskana — Леженеа аляскинская (3)
- Bucegia romanica — Бучеджия румынская (3)
- Douinia plicata — Доуиния складчатая (3)
- Scapania glaucocephala — Скапания сизоголовая (3)
- Scapania sphaerifera — Скапания шариконосная (3)
- Cryptocolea imbricata — Криптоколеа черепитчатая (3)
- Apotreubia hortoniae — Апотреубия Хортон (3)

- Tolypella canadensis — Толипелла канадская (3)

- Pyxine sorediata — Пиксине соредиозная (3)
- Collema dichotomum — Коллема дихотомическая (3)
- Leptogium burnetiae — Лептогиум Бурнета (4)
- Lichenomphalia hudsoniana — Лихеномфалия гудзонская (3)
- Dendriscocaulon umhausense — Дендрискокаулон Умгаусена (2)
- Lobaria isidiosa — Лобария изидиозная (3)
- Lobaria pulmonaria — Лобария лёгочная (2)
- Lobaria retigera — Лобария сетчатая (3)
- Sticta arctica — Стикта арктическая (3)
- Pannaria conoplea — Паннария шерстистая (3)
- Allocetraria madreporiformis — Аллоцетрария мадрепоровидная (3)
- Arctocetraria nigricascens — Арктоцетрария чернеющая (3)
- Asahinea scholanderi — Асахинея Шоландера (3)
- Cetrelia alaskana — Цетрелия аляскинская (3)
- Evernia perfragilis — Эверния очень ломкая (3)
- Masonhalea richardsonii — Мэйсонхэйлеа Ричардсона (3)
- Neofuscelia ryssolea — Неофусцелия грубоморщинистая (4)
- Parmelia shinanoana — Пармелия шинаньская (3)
- Tuckneraria laureri — Тукнерария Лаурера (4)
- Usnea longissima — Уснея длиннейшая (3)
- Normandina pulchella — Нормандина красивенькая (3)

- Clavariadelphus ligula — Рогатик язычковый (3)
- Clavariadelphus pistillaris — Рогатик пестичный (3)
- Clavariadelphus truncatus — Рогатик усечённый (3)
- Trametes ljubarskyi — Трутовик Любарского (4)
- Hericium coralloides — Гериций коралловидный (3)
- Polyporus umbellatus — Полипорус зонтичный (3)
- Polyporus rhizophilus — Полипорус корнелюбивый (3)
- Ramaria abietina — Рогатик охряно-жёлтый (3)
- Ramaria gracilis — Рогатик грациозный (3)
- Ramaria suecica — Рогатик шведский (3)
- Climacodon pulcherrimus — Климакодон красивейший (4)